# Mike Davies
Mike Davies, celým jménem Michael Grenfell Davies, (9. ledna 1936 – 2. listopadu 2015) byl velšský tenista. Narodil se v jihovelšském městě Swansea a tenis hrál od svých jedenácti let. Později byl spolu s Bobbym Wilsonem, Billym Knightem a Rogerem Beckerem členem britského daviscupového týmu. Účastnil se řady turnajů, včetně Australian Open, SAP Open, French Open a Monte-Carlo Masters. Poté, co v roce 1967 ukončil aktivní hráčskou kariéru, v tenisové oblasti nadále působil. Zemřel na Floridě ve věku 79 let.